# Metropolexpress

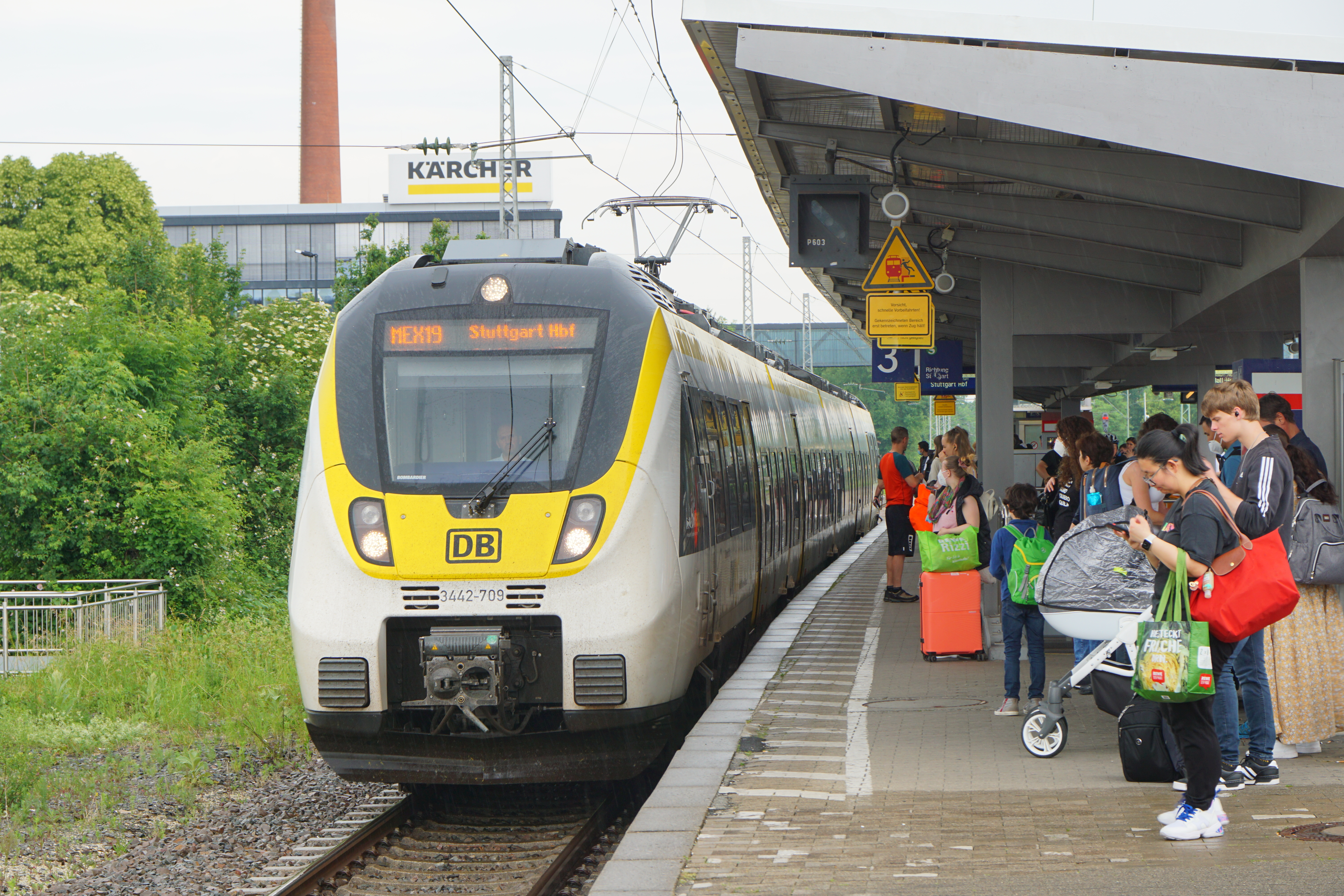
MEX 19 nach Stuttgart Hbf in Winnenden

Der Metropolexpress, abgekürzt MEX, ist eine zum Fahrplanwechsel am 13. Juni 2021 eingeführte Zuggattung im Schienenpersonennahverkehr in Baden-Württemberg.

## Konzept
Ziel des Konzepts ist es, in der Metropolregion Stuttgart die Hauptstrecken zwischen Stuttgart Hauptbahnhof und den umliegenden Land- und Stadtkreisen außerhalb des Stuttgarter S-Bahn-Netzes in einem dichten Takt zu bedienen. Dabei soll werktags zwischen 5:00 Uhr und 24:00 Uhr alle 30 Minuten gefahren werden. Zudem wird am Wochenende zwischen 0:00 Uhr und 5:00 Uhr ein stündlicher Nachtverkehr eingerichtet. Wie die Regionalbahn-Züge und analog zum einstigen Stadt-Express halten MEX-Züge außerhalb des S-Bahn-Bereichs grundsätzlich an allen Stationen, innerhalb hingegen nur an wichtigen Umsteigebahnhöfen zur S-Bahn und zum Stadtverkehr.
Die Einführung des Konzepts – damals noch in der Schreibweise Metropol-Express – wurde im Februar 2014 beschlossen. Dabei verpflichtete sich die Landesregierung von Baden-Württemberg nach monatelangen Verhandlungen gegenüber dem Verband Region Stuttgart, der Landeshauptstadt Stuttgart und den Landkreisen Böblingen, Esslingen, Ludwigsburg und Rems-Murr, zur Ergänzung und Entlastung der S-Bahn Stuttgart den Metropolexpress als Ausbauziel bis zum Jahr 2025 umzusetzen.

## Linien
Im Auftrag des zuständigen ÖPNV-Aufgabenträgers, der Nahverkehrsgesellschaft Baden-Württemberg (NVBW), werden folgende Verbindungen angeboten, die alle in Stuttgart miteinander verknüpft sind:
| Linie           | Linie         | Laufweg | Laufweg | EVU                | Fahrzeuge                      | Umbenennung         |
| MEX             | zuvor         | MEX-Strecke | übriger Verlauf | EVU                | Fahrzeuge                      | Umbenennung         |
| --------------- | ------------- | --- | --- | ------------------ | ------------------------------ | ------------------- |
| MEX 13          | RB 13         | Stuttgart – Waiblingen – Schorndorf – Schwäbisch Gmünd – Aalen                                                            | Aalen – Ellwangen (Stundentakt) Ellwangen – Crailsheim (Zweistundentakt)                                                                                              | Arverio BW         | Flirt 3, Drei- und Fünfteiler  | 12. Dezember 2021   |
| MEX 14          | RE 14a RB 14a | Stuttgart – Stuttgart-Vaihingen – Böblingen – Herrenberg – Horb                                                           | | DB Regio           | Talent 2, Vierteiler           | langfristig geplant |
| MEX 16          | RB 16         | Stuttgart – Esslingen – Plochingen – Göppingen – Geislingen                                                               | Geislingen – Amstetten – Ulm (Stundentakt) | Arverio BW         | Flirt 3, Drei- und Fünfteiler  | 13. Juni 2021       |
| MEX 17a MEX 17c | RB 17a RB 17c | Bietigheim-Bissingen – Vaihingen – Mühlacker – Pforzheim                                                                  | Stuttgart – Ludwigsburg – Bietigheim-Bissingen (Stundentakt) Mühlacker – Bretten – Bruchsal (Stundentakt) Pforzheim – Wilferdingen-Singen – Karlsruhe (einzelne Züge) | DB Regio Stuttgart | Talent 2, Drei- und Fünfteiler | 11. Dezember 2022   |
| MEX 12          | RE 12         | Tübingen Hbf – Reutlingen – Metzingen – Nürtingen – Plochingen – Esslingen – Stuttgart – Bietigheim-Bissingen – Heilbronn | Heilbronn – Bad Friedrichshall – Mosbach-Neckarelz (einzelne Züge) | DB Regio Stuttgart | Talent 2, Drei- und Fünfteiler | 11. Dezember 2022   |
| MEX 18          | RB 18         | Tübingen Hbf – Reutlingen – Metzingen – Nürtingen – Plochingen – Esslingen – Stuttgart – Bietigheim-Bissingen – Heilbronn | Heilbronn – Bad Friedrichshall – Möckmühl – Osterburken (Stundentakt)                                                                                                 | DB Regio Stuttgart | Talent 2, Drei- und Fünfteiler | 11. Dezember 2022   |
| MEX 19          | RB 19         | Stuttgart – Waiblingen – Backnang – Murrhardt                                                                             | Murrhardt – Gaildorf West (Stundentakt) Gaildorf West – Schwäbisch Hall-Hessental – Crailsheim (einzelne Züge)                                                        | DB Regio           | Talent 2, Vierteiler           | 12. Dezember 2021   |
| MEX 90          | RE 19         | Stuttgart – Waiblingen – Backnang – Murrhardt                                                                             | Murrhardt – Gaildorf West – Schwäbisch Hall-Hessental (Zweistundentakt)                                                                                               | DB Regio           | Talent 2, Vierteiler           | 12. Dezember 2021   |

Innerhalb des als MEX-Strecken bezeichneten Kerngebiets verkehren die Züge im Halbstundentakt. Ausgenommen davon war bis 2022 der Abschnitt Stuttgart–Plochingen der Linie MEX 16, auf dem parallel die Linie S 1 verläuft; bei dieser Linie bestand ein 20-/40-Minuten-Takt. Auf dem Abschnitt Stuttgart–Murrhardt entsteht der Halbstundentakt durch Überlagerung des stündlichen MEX 19, des zweistündlichen MEX 90 und des zweistündlich verkehrenden RE 90 (Stuttgart–Nürnberg). Auf dem Abschnitt Tübingen–Heilbronn entsteht der Halbstundentakt durch Überlagerung der jeweils stündlichen Linien MEX 12 und MEX 18.
Vor der Umbenennung in MEX wurden die Strecken, mit Ausnahme des MEX 14, unter gleicher oder ähnlicher Liniennummer größtenteils bereits durch Regionalbahn- (RB) oder Regional-Express-Züge (RE) im Halbstundentakt bedient. Um bestehende Linien nicht brechen zu müssen, werden Linien, die teilweise auch außerhalb des Metropolexpress-Kerngebiets verkehren, auch dort als MEX bezeichnet, obwohl sie dort in dünnerem Takt fahren.
Im Gegensatz zu den 2021 umbenannten Linien war im ursprünglichen Konzept der Metropolexpress weiter bis Schwäbisch Hall-Hessental statt nur bis Murrhardt vorgesehen.
Im Rahmen der Reaktivierung der Schwarzwaldbahn ist auch ein Metropolexpress zwischen Stuttgart und Calw in der Diskussion, dessen Umsetzung aber im Konzept des Ministeriums für Verkehr nicht enthalten ist.
Im Rahmen der Verhandlungen zwischen Bundesland und dem Schwarzwald-Baar-Kreis wurde neben der Elektrifizierung des Ringzug-Netzes auch die Einrichtung einer Metropolexpress-Verbindung Villingen–Stuttgart über die bisher nicht elektrifizierte Bahnstrecke Rottweil–Villingen vereinbart. Die dadurch entstehende stündliche MEX-Verbindung soll die aktuell zweistündlich verkehrenden RE 14a bis Rottweil ersetzen, was in Kombination mit den stündlich verkehrenden IC ab Rottweil (mit Nahverkehrsfreigabe) einen Halbstundentakt ergibt. Die Umsetzung ist mit der Fertigstellung des Bauprojekts „Ringzug 2.0“ im Jahr 2031 geplant.